# Ona mecànica

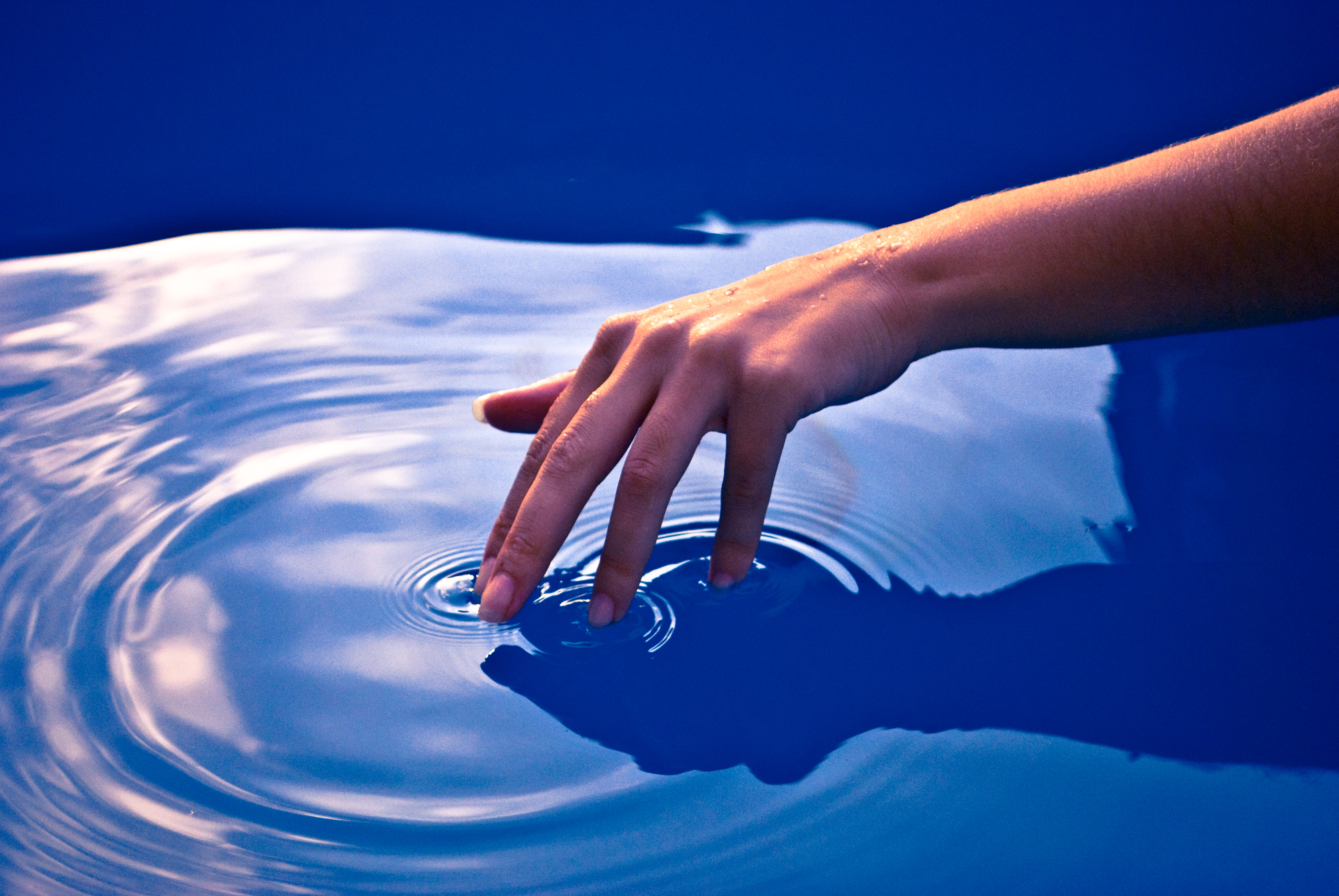
Ones superficials creades per una alteració de l'aigua.

Tres modes de vibració en una corda tensada. Típics en una corda musical.

Una ona mecànica és la propagació d'una pertorbació a través d'un medi material elàstic sense que es produeixi transport de matèria, només hi ha un transport d'energia i quantitat de moviment. Les ones mecàniques són una oscil·lació local del material, però el material que oscil·la no es mou lluny del seu punt d'equilibri inicial, l'energia es transporta a través del material, i aquest recupera la seva forma inicial en passar la pertorbació. El so és un exemple d'ona mecànica que es transporta a través de l'aire, també ho serien les onades que es propaguen a l'aigua del mar.
Una ona mecànica requereix l'aportació d'una energia inicial per ser creada, un cop creada l'ona viatjarà a través del medi fins que s'hagi transferit tota l'energia. Viatja saltant d'una partícula del medi a una altra i van més ràpides sobre els sòlids i els líquids que sobre els gasos.

## Classificació
Les ones mecàniques es poden classificar segons diferents criteris.
- Segons el tipus d'oscil·lació o vibració de les partícules del medi durant la propagació de l'ona
  - Ones transversals: Són ones que fan que les partícules del medi vibrin perpendicularment (amb un angle de 90°) respecte de la direcció de propagació de l'ona. L'ona presenta crestes i valls, les crestes són els punts més elevats de l'ona i les valls els més baixos; la longitud d'ona és la distància entre dues crestes o dues valls consecutives.
  - Ones longitudinals: Són ones que fan que les partícules del medi sobre el que es propaguen vibri en una direcció paral·lela a la de la propagació.
- Segons les dimensions del medi sobre el que es propaguen
  - Unidimensionals: Si es propaguen a través d'un medi d'una sola dimensió, com les que ho fan al llarg d'una corda.
  - Bidimensionals: Si es propaguen a través d'un medi de dues dimensions, com les ones que viatgen sobre la superfície de l'aigua.
  - Tridimensionals: Si es propaguen a través d'un medi de tres dimensions, con les ones sonores.
- Segons els temps que dura l'aportació inicial d'energia
  - Ones produïdes per una alteració puntual: Només hi ha una aportació puntual d'energia, com en el cas d'una pedra llençada a una bassa.
  - Ones produïdes per un "tren de pulsacions": Si l'aportació d'energia es fa a partir d'una sèrie de pulsacions continuades.

## Casos reals curiosos
- En els motors de quatre temps les vàlvules d'admissió i escapament s'obren per acció de lleves i es tanquen (generalment) per l'expansió de molles d'acer (típicament helicoidals) que es comprimeixen en el període d'apertura. En els primers motors, per culpa del disseny i la fabricació de les molles de vàlvula, el règim de gir quedava limitat per la ressonància de les molles (un dels possible efectes d'una ona mecànica) a 4500-5000 rpm. Les altres peces del motor haurien permès 8000-10.000 revolucions.[2] Els motors actuals es fabriquen amb molles amb una ressonància superior al règim de gir màxim del motor.[3]

- En els motors de combustió interna, en els conductes d'admissió i escapament es produeixen unes ones sonores que determinen el rendiment volumètric del motor. Es tracta d'ones mecàniques que transmet un gas en moviment (aire més combustible - a l'admissió- o productes de la combustió a l'escapament).